# ALL THE BEST
『ALL THE BEST』（オール・ザ・ベスト）は、CHEMISTRY初のベスト・アルバム。2006年11月22日発売。

## 解説
デビューから5周年を迎え、これまでの発表楽曲（リミックス含）が100曲超記念となる初のベスト・アルバム。
A面、ダブルA面、トリプルA面全てのシングル表題曲（Disc.2の8曲目までは発売順収録）を収録したシングルコレクションだが、Crystal Kayとのコラボ楽曲「Two As One」、松尾潔を再びプロデューサーに迎えた新曲「Top of the World」も収録。「Top of the World」は2006年12月6日にシングルカットされた。
初回限定盤はライブツアー「CHEMISTRY 2006 TOUR fo(u)r」のさいたまスーパーアリーナ公演の模様、ASAYAN男子ボーカリストオーディションダイジェスト映像収録DVD1枚同梱。DVDの単体発売はされていないが同内容収録Blu-ray Discが同時発売。本作で『Hot Chemistry』以来1年10ヶ月ぶりにアルバム1位を獲得。

## 規格品番

### 初回限定盤
CD
- Disc 1：DFCL-1300
- Disc 2：DFCL-1301

DVD
- DFCL-1302

### 通常盤（CDのみ）
- Disc 1：DFCL-1303
- Disc 2：DFCL-1304

## 収録曲

### CD

#### Disc 1：2001 - 2003
1. PIECES OF A DREAM
  - 1stシングル。
2. Point of No Return
  - 2ndシングル。
3. You Go Your Way
  - 3rdシングル。
4. 君をさがしてた 〜New Jersey United〜
  - 4thシングル。
5. FLOATIN'
  - 5thシングル。
6. It Takes Two
  - 6thシングルの1曲目。
7. SOLID DREAM
  - 6thシングルの2曲目。
8. MOVE ON
  - 6thシングルの3曲目。
9. My Gift to You / CHEMISTRY meets S.O.S.
  - 7thシングル。
10. アシタヘカエル
  - 8thシングルの1曲目。
11. Us
  - 8thシングルの2曲目。
12. YOUR NAME NEVER GONE
  - 9thシングルの1曲目。
13. Now or Never / CHEMISTRY meets m-flo
  - 9thシングルの2曲目。
14. You Got Me
  - 9thシングルの3曲目。

#### Disc 2：2004 - 2006
1. So in Vain
  - 10thシングル。
2. mirage in blue
  - 11thシングルの1曲目。
3. いとしい人 (Single Ver.)
  - 11thシングルの2曲目。
4. Long Long Way
  - 12thシングル。
5. 白の吐息
  - 13thシングル。
6. キミがいる
  - 14thシングル。
7. Wings of Words
  - 15thシングル。
8. almost in love
  - 16thシングル。
9. Two As One / CHEMISTRY × Crystal Kay
  - Crystal KayとCHEMISTRYのコラボレーションシングル。
10. 約束の場所
  - 17thシングル。
11. 遠影 feat. John Legend
  - 18thシングル。
12. Top of the World
  - 新曲。後に19thシングルとしてリカット。

### DVD（初回限定盤のみ）
「CHEMISTRY 2006 TOUR fo(u)r」さいたまスーパーアリーナ公演より
1. Opening Prologue
2. Here I am
3. キミがいる
4. 愛しすぎて
5. nothing
6. 涙のあと
7. almost in love
8. Two As One
9. Dance With Me
10. ココロノドア
11. Running Away
12. JAM SESSION
13. Grind For Me
14. Change The World
15. Ordinary hero
16. C'EST LAVIE
17. FLOATIN'
18. 伝説の草原
19. Wings of Words
20. Two
21. PIECES OF A DREAM
22. believin'
23. for...
24. Ending Epilogue

特典映像
- ASAYAN男子ボーカリストオーディションのダイジェスト映像

### CHEMISTRY 2006 TOUR fo(u)r バンドメンバー
- 石井マサユキ：Guitar
- 宮田まこと：Guitar, Percussion
- 渡辺等：Bass
- 波多江健：Drums
- 草間信一：Keyboards
- 渡辺シュンスケ：Keyboards
- 首藤晃志：Sax
- 西岡英朗：Trumpet
- TSUTCHIE：Manipulator